# Senseneb
Senseneb o Seniseneb va ser una reina egípcia de la XVIII DInastia. Era la mare del faraó Tuthmosis I, al començament del Regne Nou. Només portava el títol de "Mare del Rei" (Mw.t-nswt) i, per tant, es creu que era de condició plebea.
Senseneb és coneguda gràcies a l'estela anomenada Caire CG 34006, de Wadi Halfa, on se la mostra jurant fidelitat com a mare del rei en la coronació del seu fill Tuthmosis I. Senseneb també apareix en relleus pintats al temple mortuori de Hatxepsut a Deir el-Bahri.